# 小野傑
小野 傑（おの まさる、1953年6月1日-）は、日本およびニューヨーク州弁護士。西村あさひ法律事務所代表パートナー。東京大学大学院法学政治学研究科特任教授、金融法委員会委員、流動化・証券化協議会専務理事。東日本銀行社外監査役。

## 人物
若い頃から国際金融、企業法務、国際取引、企業提携などを専門としていたが、ストラクチャード・ファイナンス（とりわけ証券化・流動化）の分野を開拓し、当該分野において特に高名となった。さまざまな政府委員を務め、さらに大学において教鞭を執る。

## 経歴
- 1976年3月 東京大学法学部第一類卒業
- 1978年4月 司法修習（30期）修了。弁護士登録（東京弁護士会）
- 1982年 ミシガン大学ロー・スクール卒業 (LL.M.)
- 1982年 モルガン・ルイス&バッキアス（ロサンゼルス）
- 1983年1月 マッジ・ローズ・ガスリー・アレキサンダー&ファードン（ニューヨーク）
- 1983年8月 ニューヨーク州弁護士登録
- 1984年2月 西村眞田法律事務所
- 1998年 第142回国会参議院法務委員会参考人（債権譲渡の対抗要件に関する民法の特例等に関する法律案の審議）
- 1999年-2005年 早稲田大学大学院法学研究科講師
- 2001年 (財)松本烝治記念財団理事
- 2001年 経済産業省産業構造審議会産業金融部会臨時委員
- 2005年 流動化・証券化協議会常務理事
- 2005年4月-2008年3月 早稲田大学大学院法務研究科客員教授
- 2005年4月- 一橋大学法科大学院講師
- 2005年4月-2008年 京都大学法科大学院講師
- 2005年3月 法務省法制審議会信託法部会臨時委員
- 2005年4月-2009年 金融庁金融審議会専門委員
- 2006年 第165回国会衆議院法務委員会参考人（信託法及び信託法の施行に伴う関係法律の整備等に関する法律案の審議）
- 2007年4月-2008年 東京大学公共政策大学院客員教授
- 2007年6月- 日弁連債権回収会社に関する委員会委員長
- 2008年-2009年 東京大学大学院法学政治学研究科附属ビジネスロー・比較法政研究センター客員教授
- 2009年- 東京大学大学院法学政治学研究科特任教授
- 2013年- 東日本銀行監査役